# مقبرة 9
مقبرة 9 وتعرف عالميا باسم KV9، وتقع في وادي الملوك بمصر، شيدها الفرعون رمسيس الخامس لتكون المثوى الأخير له، إلاأنه أعيد استخدامها من قبل عمه رمسيس السادس والذي دفن فيها في فترة لاحقة.
أصدرت هيئة تنشيط السياحة المصرية نموذجًا ثلاثي الأبعاد كاملاً للمقبرة مع صور فوتوغرافية تفصيلية، وهو متاح عبر الإنترنت في عام 2020.

## التصميم
تصميم المقبرة هو تصميم نمطي على نفس نهج جميع مقابر ملوك الأسرة العشرون (عصر الرعامسة) وإن كان تصميمها يتميز بالبساطة عن تصميم مقبرة رمسيس الثالث (مقبرة 11)

## وصلات خارجية
- مشروع تخطيط طيبة: مقبرة 9 - يضم وصفا وصورا وخرائط للمقبرة.

## اقرأ أيضا
- فاينس